# Madagaskar-boa
De madagaskar-boa of malagasi-boa (Acrantophis madagascariensis) is een slang uit de familie reuzenslangen (Boidae).
De boa bereikt een totale lichaamslengte van twee tot drie meter en heeft een bruine kleur en een onregelmatige vlekkentekening. De madagaskar-boa komt alleen voor op het Afrikaanse eiland Madagaskar en enkele omliggende eilandjes. Het is een bodembewoner die leeft in tropische bossen. Het voedsel bestaat uit kleine zoogdieren en vogels.
De slang was lange tijd erg populair in de dierenhandel en de leerindustrie en door ontbossing werd het leefgebied aangetast.

## Naamgeving en taxonomie

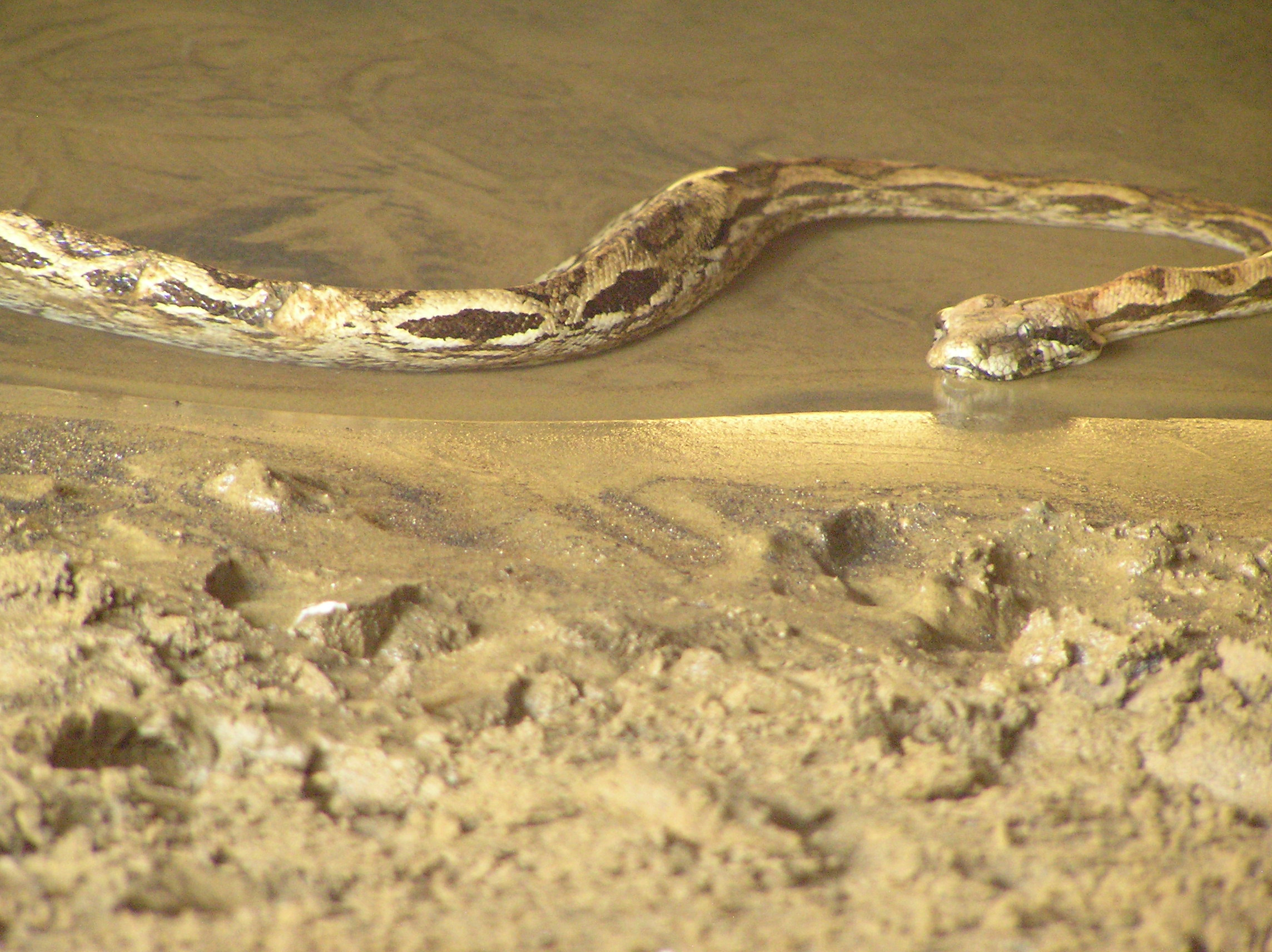
Een badend exemplaar.

De wetenschappelijke geslachtsnaam Acrantophis is afgeleid uit het Grieks en betekent 'luie slang'. Het woord akrantos (ἄκραντος) betekent dat 'lui' of 'nutteloos' en ophis (ὄφις) betekent 'slang'. Deze opmerkelijke naam is waarschijnlijk te danken aan het feit dat het eerst gevonden exemplaar nogal lusteloos was.
De soortnaam madagascariensis is afgeleid van het leefgebied van de slang dat bestaat uit het eiland Madagaskar. De Nederlandstalige naam is hier eveneens aan te danken. Ook de naam Malagasi-boa wordt wel gebruikt. In andere talen wordt ook vaak verwezen naar het verspreidingsgebied, zoals de tegenstrijdige Engelse namen 'Madagascar ground boa' en 'Madagascar tree boa'. In de Duitse taal wordt de Madagaskarboa 'nördliche madagaskarboa' genoemd, de enige andere soort binnen het geslacht Acrantophis wordt met 'südliche Madagaskarboa' aangeduid.
De wetenschappelijke naam van de soort werd voor het eerst voorgesteld door André Marie Constant Duméril en Gabriel Bibron in 1844. Oorspronkelijk werd de wetenschappelijke naam Pelophilus madagascariensis gebruikt en later werd de soort aan het geslacht Boa toegekend. Deze indelingen worden echter beschouwd als verouderd.
Boa's zijn te vinden in alle delen van de tropen maar de madagaskar-boa is een van de weinige soorten reuzenslangen die op Madagaskar voorkomt. Het geslacht Acrantophis bestaat uit twee soorten, naast de madagaskar-boa wordt ook Dumerils Madagaskar-boa (Acrantophis dumerili) erkend. Deze laatste soort komt niet in noordelijk Madagaskar voor maar in het zuiden en op de eilandengroep de Mascarenen ten oosten van Madagaskar. Beide zijn typische bodembewoners, de enige andere boa's op Madagaskar zijn de twee soorten uit het geslacht Sanzinia met als bekendste de madagaskar-hondskopboa. Deze soorten zijn juist aan te merken als echte boombewoners die veel klimmen.

## Verspreiding en habitat
De madagaskar-boa komt voor in delen van Afrika en meer specifiek is de slang endemisch op het zuidoostelijk gelegen eiland Madagaskar. De slang komt echter alleen voor in het uiterste noorden en noordwesten van Madagaskar en op enkele kleinere nabijgelegen eilanden zoals eiland Nosy Be.
Het verspreidingsgebied binnen Madagaskar loopt westelijk van de stad Antsiranana in het uiterste noorden tot bij de stad Mahajanga in het noordwesten van Madagaskar. Mogelijk komt de slang zuidelijker voor tot ongeveer de stad Morondava. Oostelijk komt de slang voor van het noordelijkste deel van het eiland tot zuidelijk in Tampolo.
Het oppervlak van het totale verspreidingsgebied wordt door de natuurbeschermingsorganisatie IUCN geschat op ongeveer 128.000 vierkante kilometer. De boa komt voor in laaggelegen gebieden op zeeniveau tot op een hoogte van 800 meter boven zeeniveau.
De habitat bestaat uit open delen van de vochtige tot drogere bossen van Madagaskar. Door menselijke activiteiten zoals houtkap wordt het aanbod aan natuurlijke habitat steeds kleiner. Omdat de madagaskar-boa zich goed kan aanpassen aan andere omgevingen heeft de slang zich kunnen handhaven in een door de mens aangepaste omgeving. De boa wordt vaak aangetroffen nabij landbouwgronden en dierenkwekerijen.

## Uiterlijke kenmerken

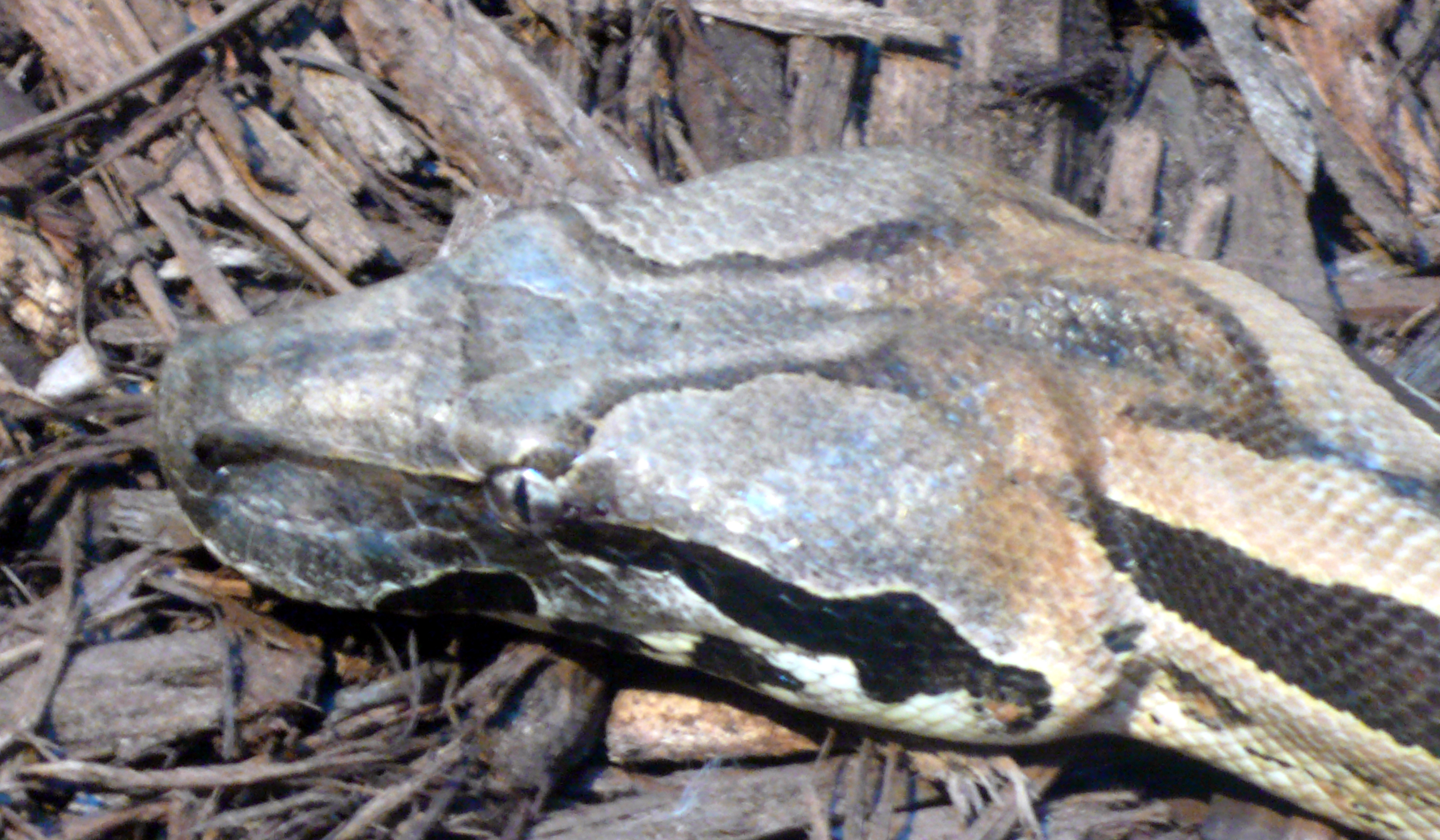
Kop van de madagaskar-boa met zwarte oogstreep en verticale pupil.

De kop is zoals bij veel boa's lang en breed en wordt smaller naar de snuitzijde. De ogen zijn aan de bovenzijde van de zijkant van de kop gepositioneerd. Het oog is bruin, de pupil is verticaal. Achter het oog is een zwarte oogstreep aanwezig die een grillige vorm heeft en schuin naar onderen loopt naar de nek. De boven- en onderlipschubben (ook wel labialen) zijn vaak zwart gevlekt.
De madagaskar-boa bereikt een totale lichaamslengte tot ongeveer twee meter. De grootste exemplaren worden langer dan drie meter en het allergrootst bekende exemplaar mat 3,2 meter.
Een jong volwassen exemplaar heeft een gemiddeld lichaamsgewicht van ongeveer 4 tot 5 kilogram. Het zwaarste exemplaar ooit was een slang van 270 centimeter die 8,2 kilo woog. Dit dier had recentelijk geen grote prooien gegeten. De allergrootste exemplaren worden waarschijnlijk meer dan tien kilo zwaar.
De madagaskar-boa lijkt uiterlijk sterk op de boa constrictor die in Zuid-Amerika leeft. De lichaamskleur is overwegend lichtbruin, met donker- tot licht- en oranjebruine tot zwarte vlekken en strepen. Het patroon is onregelmatig zodat de slang op een natuurlijke achtergrond van bladeren en takjes niet opvalt.

## Levenswijze

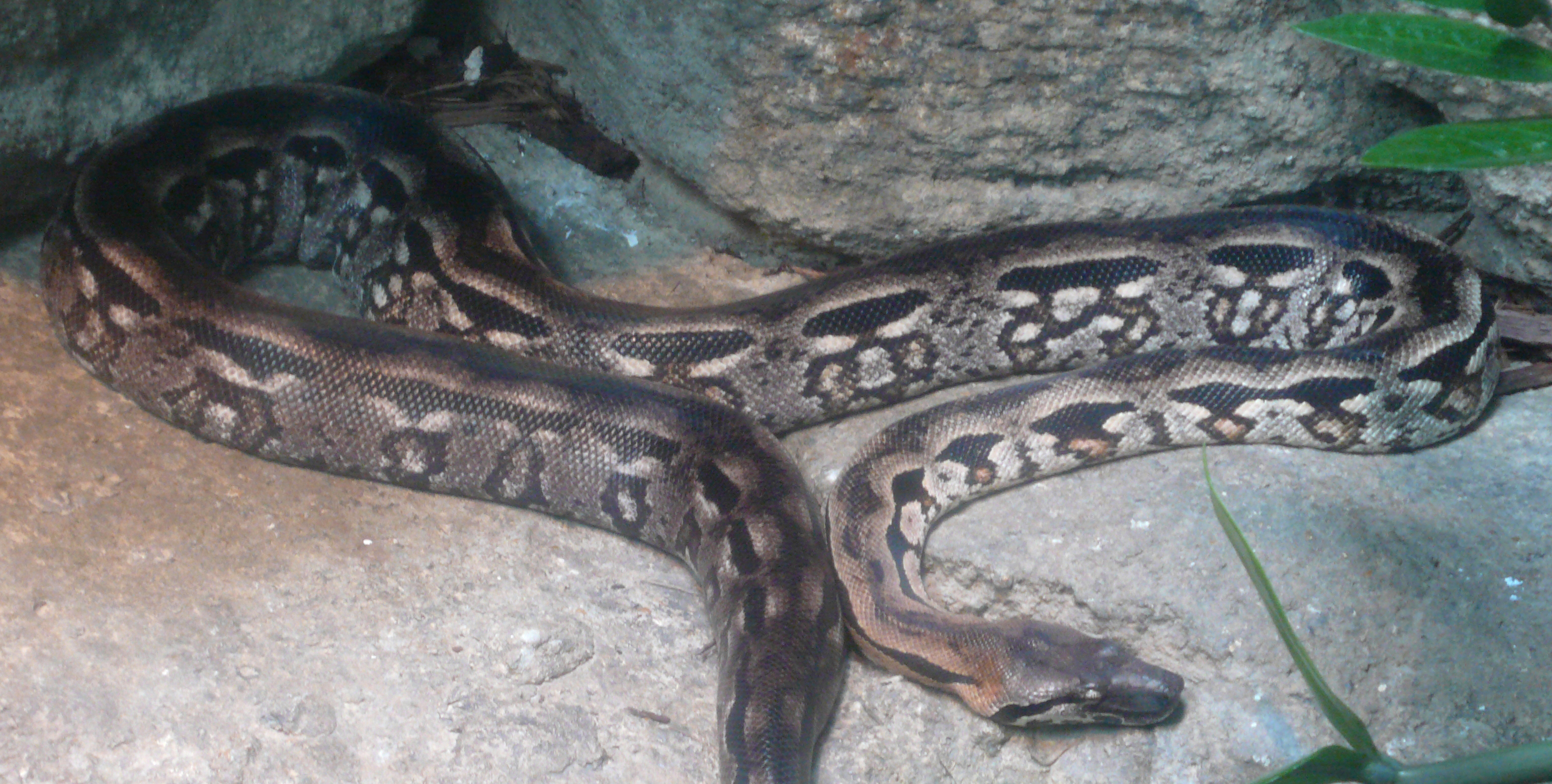
Het lichaam heeft een onregelmatige vlekkentekening.

De slang is nachtactief en foerageert als het volledig donker is. Overdag verschuilt de slang zich in de strooisellaag van het bos of in holle boomstammen of verlaten holen van zoogdieren. Volwassen exemplaren jagen alleen op de bodem. De jonge exemplaren echter zoeken voornamelijk op enige hoogte in struiken en bomen naar voedsel.
Op het menu staan voornamelijk kleine zoogdieren en vogels, die eerst worden gewurgd en vervolgens in één keer worden doorgeslikt. Voorbeelden van zoogdieren die worden gegeten zijn voornamelijk knaagdieren maar daarnaast ook verschillende lemuren. Voorbeelden zijn tenreks zoals de gewone tenrek (Tenrec ecaudatus, tot 2,4 kg), maki's zoals de bruine maki (Eulemur fulvus, tot 2 kg) en de grotere sifaka's zoals de Coquerels kroonsifaka (Propithecus coquereli, tot 4 kg).
Soms worden ook vleermuizen gegeten en met name de rode vleerhond (Pteropus rufus) staat op het menu. Vogels die door de slang worden buitgemaakt zijn voornamelijk eenden.

### Voortplanting en ontwikkeling
In de winter, die in het natuurlijke verspreidingsgebied loopt van mei tot juli, houdt de slang een winterslaap. De buitentemperatuur is dan te laag om het metabolisme van de slang op gang te houden. De madagaskar-boa is eierlevendbarend, de vrouwtjes zetten geen eitjes af maar baren levende jongen. Er worden wel eieren gevormd maar deze komen al in het moederlichaam uit en worden enige tijd meegedragen tot de jonge slangen voldoende zijn ontwikkeld.
De vrouwtjes brengen per keer zo'n vier tot zes jongen ter wereld die direct zelfstandig zijn. Van in gevangenschap gehouden exemplaren is bekend dat alleen bij de eerste worp een dergelijk aantal jongen wordt geboren, later kan het vrouwtje tot zeventien juvenielen ter wereld brengen per worp. Het aantal mannetjes is vaak beduidend hoger dan het aantal vrouwtjes. De jongen kunnen bij hun geboorte een lichaamslengte hebben tot 70 centimeter wat relatief lang is.

## Relatie met de mens

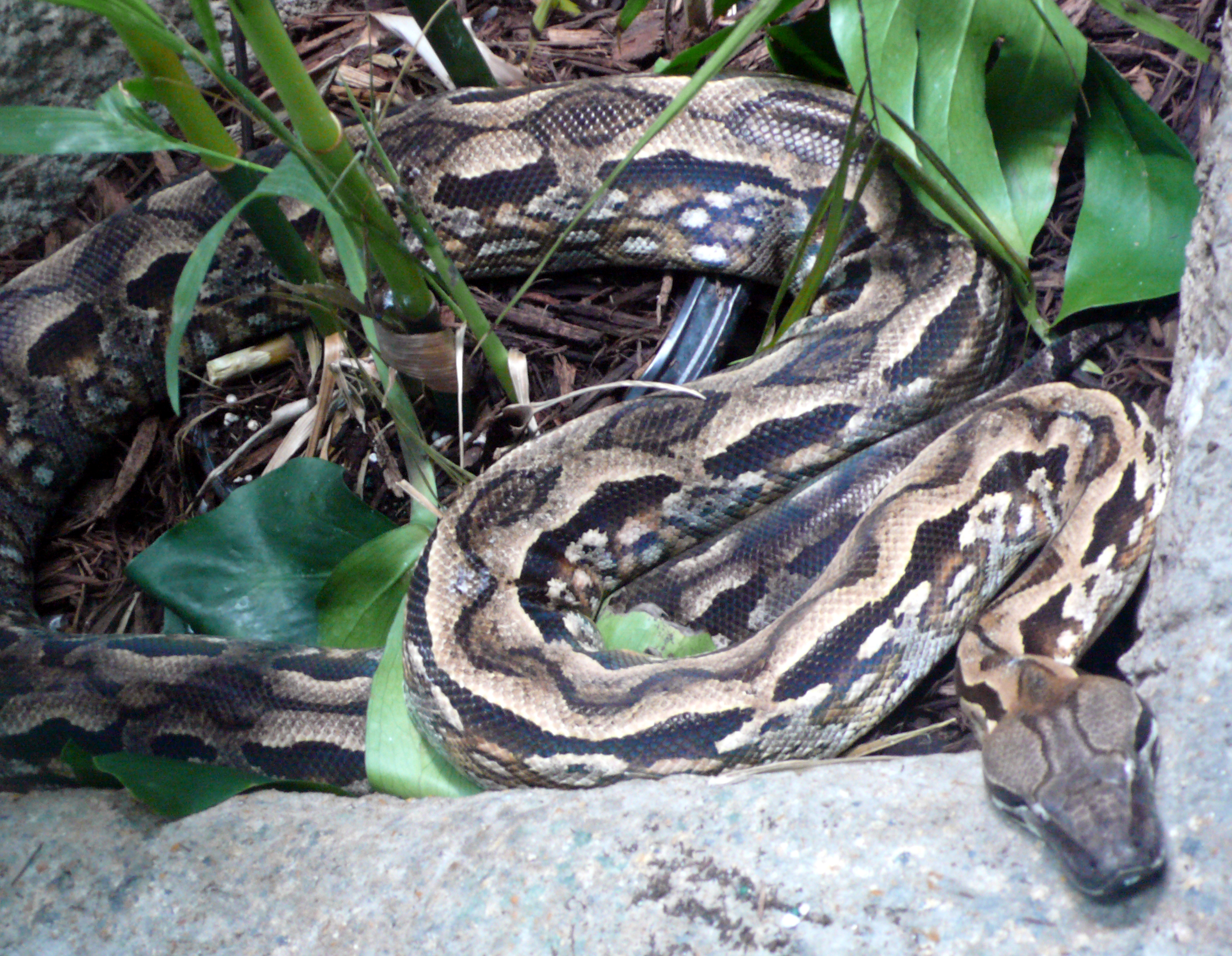
De madagaskar-boa is een bodembewoner die leeft in de strooisellaag.

De natuurlijke habitat van de madagaskar-boa bestaat uit tropische bossen. Grote delen van dergelijke bossen zijn door de mens aangetast of vernietigd. In de jaren negentig was slechts tien procent van het oorspronkelijke bos van Madagaskar intact waardoor het natuurlijke leefgebied van de slang grotendeels was verdwenen. De slang wordt ook gevangen en gedood om de huid, deze wordt verwerkt tot slangenleer. Slangenleer van deze soort wordt gebruikt in bijvoorbeeld portefeuilles en riemen.
De boa is populair bij mensen die exotische huisdieren houden. Door de handel in exotische dieren werden veel exemplaren uitgevoerd over de gehele wereld. Het was erg lucratief voor toeristen om de slang naar het buitenland te smokkelen.
De madagaskar-boa wordt door de lokale bevolking vaak gedood omdat boa's als brengers van ongeluk worden gezien. Daarnaast komen ze vaak voor bij dierenkwekerijen waar ze soms kippen opeten.
De slang werd in 1977 als een bedreigde diersoort bestempeld. De prijs van de madagaskar-boa steeg in de jaren negentig tot 10.000 gulden voor een pasgeboren exemplaar. Bij de internationale natuurbeschermingsorganisatie IUCN had deze soort lange tijd geen beschermingsstatus. Pas in 1996 werd de madagaskar-boa als een kwetsbare soort beschouwd (Vulnerable of VU).
Tegenwoordig wordt de slang gezien als een algemene soort die niet bedreigd wordt (Least Concern of LC). Dit is te danken aan het feit dat de slang een zeer groot areaal heeft, zich gemakkelijk aan kan passen aan een nieuwe leefomgeving en aan de hoge populatiedichtheden. Bovendien worden minder dieren weggevangen voor de handel, omdat er al veel gekweekt wordt met de slang. Hierdoor is de prijs veel lager geworden tot een paar honderd euro per exemplaar. Het smokkelen van slangen is vandaag de dag door de verbeterde controles op vliegvelden erg riskant geworden. De madagaskar-boa staat nog wel op bijlage 1 van de CITES conventie, zodat het exporteren van de dieren uitdrukkelijk verboden is.